# Уелска катедрала
Уелската катедрала (на английски: Wells Cathedral) е англиканска църква в град Уелс, Англия, катедрала на Батския и Уелски диоцез.
Сградата е построена между 1175 и 1490 година. Тя е сред образците на ранната английска готическа архитектура, при който за разлика от по-ранните църкви в страната напълно отсъстват романски елементи.